# Junior Sambia
Salomon Sambia, más conocido como Junior Sambia (Vaulx-en-Velin, Francia, 7 de septiembre de 1996), es un futbolista francés que juega como centrocampista y milita en el U. S. Salernitana 1919 de la Serie C de Italia.

## Trayectoria
Nacido en Lyon, Sambia se incorporó a las reservas juveniles del Niort procedente de Mâcon en 2013. En el verano de 2014, obtuvo su primer contrato con el equipo profesional junto con el también mediocampista Antoine Batisse. Sambia hizo su debut absoluto con Niort el 12 de septiembre de 2014 en la derrota por 0-1 en Dijon a la edad de 18 años y 5 días, convirtiéndose en el jugador más joven en comenzar un partido profesional para el club. Luego pasó a hacer cinco apariciones en la liga en total durante la temporada 2014-15.

## Estadísticas
| Chamois Niortais Francia                                                        | 2.ª           | 2014-15       | 5   | 0  | 0  | 0 | ― | ― | 5   | 0  |
| Chamois Niortais Francia                                                        | 2.ª           | 2015-16       | 31  | 2  | 4  | 0 | ― | ― | 35  | 2  |
| Chamois Niortais Francia                                                        | 2.ª           | 2016-17       | 37  | 4  | 5  | 0 | ― | ― | 42  | 4  |
| Chamois Niortais Francia                                                        | 2.ª           | 2017-18       | 3   | 0  | 1  | 0 | ― | ― | 4   | 0  |
| Chamois Niortais Francia                                                        | Total club    | Total club    | 76  | 6  | 10 | 0 | – | – | 86  | 6  |
| Montpellier H. S. C. Francia                                                    | 1.ª           | 2017-18       | 28  | 1  | 6  | 2 | ― | ― | 34  | 3  |
| Montpellier H. S. C. Francia                                                    | 1.ª           | 2018-19       | 30  | 0  | 2  | 0 | ― | ― | 32  | 0  |
| Montpellier H. S. C. Francia                                                    | 1.ª           | 2019-20       | 17  | 1  | 5  | 0 | ― | ― | 22  | 1  |
| Montpellier H. S. C. Francia                                                    | 1.ª           | 2020-21       | 36  | 1  | 5  | 0 | ― | ― | 41  | 1  |
| Montpellier H. S. C. Francia                                                    | 1.ª           | 2021-22       | 30  | 1  | 3  | 0 | ― | ― | 33  | 1  |
| Montpellier H. S. C. Francia                                                    | Total club    | Total club    | 141 | 4  | 21 | 2 | – | – | 162 | 6  |
| U. S. Salernitana 1919 · Italia                                                 | 1.ª           | 2022-23       | 22  | 0  | 0  | 0 | ― | ― | 22  | 0  |
| U. S. Salernitana 1919 · Italia                                                 | 1.ª           | 2023-24       | 18  | 1  | 2  | 0 | ― | ― | 20  | 1  |
| U. S. Salernitana 1919 · Italia                                                 | Total club    | Total club    | 40  | 1  | 2  | 0 | – | – | 42  | 1  |
| Empoli F. C. · Italia                                                           | 1.ª           | 2024-25       | 17  | 0  | 5  | 0 | ― | ― | 22  | 0  |
| Empoli F. C. · Italia                                                           | Total club    | Total club    | 17  | 0  | 5  | 0 | – | – | 22  | 0  |
| Total carrera                                                                   | Total carrera | Total carrera | 274 | 11 | 38 | 2 | – | – | 312 | 13 |
| (1) Incluye datos de Copa de Francia, Copa de la Liga de Francia y Copa Italia. |               |               |     |    |    |   |   |   |     |    |

## Vida personal
Los padres de Sambia son de la República Centroafricana.
En abril de 2020 fue hospitalizado después de enfermarse y estar inconsciente fue tratado en cuidados intensivos. Dio positivo por COVID-19 y se recuperó.